# 呉桂英
呉 桂英（ご けいえい、1966年2月 - ）は、中華人民共和国の官僚、政治家。河北省唐山市出身。現職は中国共産党長沙市委員会書記。元湖南省人民政府副省長。

## 経歴
1966年2月、河北省唐山市で生まれる。1984年、中国政法大学経済法系国際経済法学科に入学した。1990年を卒業。大学を卒業した後、呉桂英は北京南郊牛乳公司経営部の法律顧問です。1991年4月に北京市工商局法制処へ入局した。以後、主任科員、副処長、処長を歴任した。2001年11月、北京市計画委員会副主任に就任。2003年9月、北京市発展改革委員会副主任に就任。2008年5月、北京市朝陽区党委員会常務委員兼副区長に転出。9月には同区北京商務中心区管委会主任を兼務する。2012年7月、北京市朝阳区党委員会副書記、区長に就任。2015年9月、同区党委員会書記に昇格。
2018年1月、湖南省人民政府副省長に転出。2021年2月、湖南省党委員会常務委員、長沙市党委員会書記に転任し、湖南省人民政府副省長を退く。さらに3月には長沙警備区党委員会第一書記を兼任する。